# Société patriotique du Luxembourg
La société patriotique du Luxembourg a été créée en janvier 1792 par Jean-Nicolas Pache, ami proche de Gaspard Monge.
Ses statuts précisaient qu'elle agissait pour répandre dans le peuple la connaissance des devoirs et du rôle de chaque citoyen dans le fonctionnement de la Constitution.
François Pairault indique que c'était un des clubs les plus extrémistes sur l'avant-scène révolutionnaire. Dans des discours ardents, on dénonçait « les assassins titrés, les perfides, les horribles tyrans sanguinaires ».
En faisaient partie : Gaspard Monge, ami de Jean-Nicolas Pache depuis 1774, Jean Henri Hassenfratz, Jean-Baptiste Marie Meusnier de la Place et Alexandre-Théophile Vandermonde.

## Sources
- François Pairault, Gaspard Monge, le fondateur de polytechnique, Tallandier, Biographies, figures de proue, septembre 2000.  (ISBN 2-235-02271-5)